# Martin Rios (curling)
Martin Rios (Glaris, 24 de mayo de 1981) es un deportista suizo que compite en curling.
Participó en dos Juegos Olímpicos de Invierno, obteniendo una medalla de plata en Pyeongchang 2018, en la prueba de mixto doble, y el séptimo lugar en Pekín 2022, en la misma prueba.
Ganó dos medallas de oro en el Campeonato Mundial de Curling Mixto Doble, en los años 2012 y 2017.

## Palmarés internacional
| Juegos Olímpicos               | Juegos Olímpicos            | Juegos Olímpicos | Juegos Olímpicos |
| Año                            | Lugar                       | Medalla          | Prueba           |
| ------------------------------ | --------------------------- | ---------------- | ---------------- |
| 2018                           | Pyeongchang (Corea del Sur) | Medalla de plata | Mixto doble      |
| Campeonato Mundial Mixto Doble |                             |                  |                  |
| Año                            | Lugar                       | Medalla          | Prueba           |
| 2012                           | Erzurum (Turquía)           | Medalla de oro   | Mixto doble      |
| 2017                           | Lethbridge (Canadá)         | Medalla de oro   | Mixto doble      |